# Capilla jesuítica del barrio Quinta Santa Ana
La Capilla Jesuítica del Barrio Quinta Santa Ana es un templo religioso católico de Córdoba, Argentina. Tiene más de 400 años de antigüedad, y está ubicada en a unas pocas cuadras del centro de la ciudad. 
En 1649 la Compañía de Jesús compró la quinta Santa Ana y la entregó al Colegio Convictorio de Nuestra Señora de Montserrat. Esta capilla se podía utilizar como lugar de descanso para los alumnos y para la provisión de frutas y verduras. En 1785 sirvió de hospital para enfermos contagiosos. Cuando los jesuitas fueron expulsados en 1767, la Junta de Temporalidades realizó un inventario de la Quinta, en el que se mencionaba.

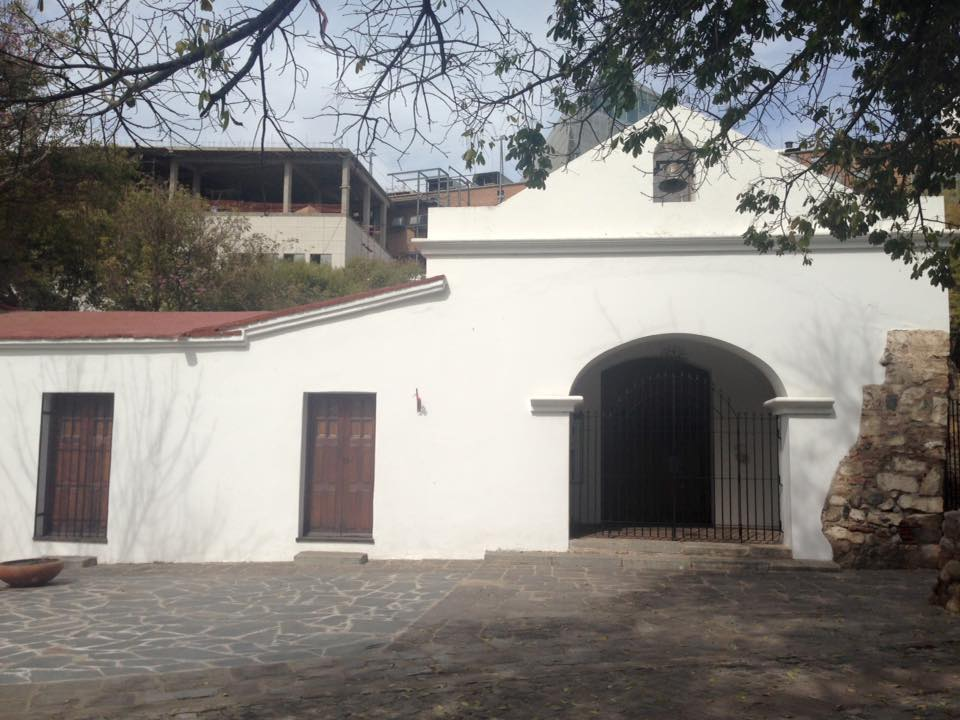
Capilla Santa Ana fachada

En este refectorio, luego de varios años, se dio origen a la capilla.Su tipología está definida por su tamaño, su escala y por la sencillez organizativa de sus elementos que le dan características singulares. Está construida simple y eficazmente. Utiliza materiales básicos: piedra y ladrillo. La piedra soporta las cargas verticales y los ladrillos resuelven coherentemente las bóvedas, respondiendo al comportamiento estructural del edificio.

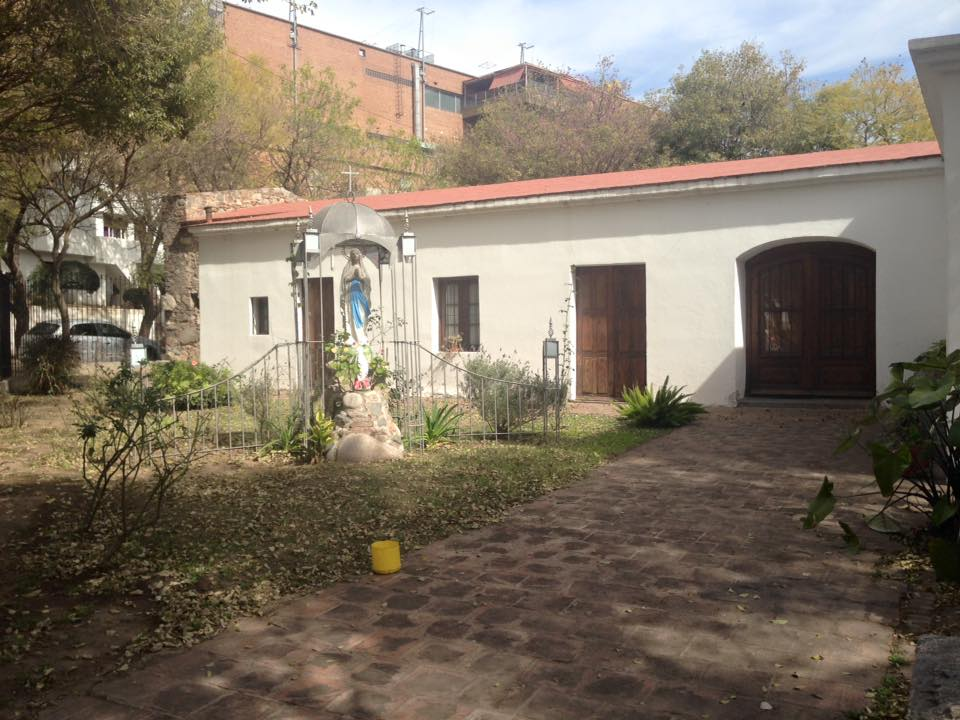
Capilla Santa Ana Virgen

Las ruinas del histórico solar jesuítico fueron declaradas Monumento Histórico Nacional el 23 de noviembre de 1953 y varios años después, el Distrito Centro del Servicio Nacional de Arquitectura puso fin a los trabajos de puesta en valor del conjunto, reformando el viejo refectorio o comedor, como la capilla. En 1992 la capilla fue bendecida bajo la advocación de Santa Ana, en las fiestas patronales.